# Le Sorcier d'Oz
Pour plus de détails, voir Fiche technique et Distribution.
Le Sorcier d'Oz (The Wizard of Oz) est un film américain de comédie réalisé par Larry Semon, sorti en 1925.

## Fiche technique
- Titre : Le Sorcier d'Oz[1]
- Titre original : The Wizard of Oz
- Réalisation : Larry Semon
- Scénario : d'après la nouvelle The Wonderful Wizard of Oz de L. Frank Baum adapté par Larry Semon, Frank Joslyn Baum[2] et Leon Lee
- Photographie : Frank B. Good, Hans F. Koenekamp et Leonard Smith
- Montage : Sam Zimbalist
- Costumes : Frederick Ko Vert (Larry Semon pour le bûcheron en fer blanc et l'épouvantail)
- Producteur : Larry Semon
- Studio de production : Chadwick Pictures Corporation
- Distribution : Chadwick Pictures Corporation
- Pays d'origine :  États-Unis
- Format : Noir et blanc[3] - 1,37:1 - Format 35 mm
- Langue : film muet intertitres anglais
- Genre : comédie
- Durée : sept bobines
- Dates de sortie :
  -  États-Unis : 19 avril 1925[4]
  -  France : 22 octobre 1926

## Distribution
Source principale de la distribution :
- Dorothy Dwan : Dorothy / Princesse Dorothea
- Mary Carr : Tante Em
- Virginia Pearson : Lady Vishuss
- Bryant Washburn : Prince Kynd
- Josef Swickard : Kruel, le premier ministre
- Charles Murray : le Sorcier d'Oz
- Oliver Hardy[6] : le bûcheron en fer blanc / le Chevalier de la Jarretière / l'amoureux de Dorothy
- William Hauber : figurations diverses et doublure de Larry Semon et Dorothy Dwan
- William Dinus : figurations diverses
- Frank Alexander : Oncle Henry / le Prince de Galles
- Otto Lederer : L'ambassadeur Wikked
- Frederick Ko Vert : le fantôme du panier
- Larry Semon : l'Épouvantail / le fabricant de jouet / le garçon de ferme
- Spencer Bell[7] : le lion Peureux / Rastus / Snowball